# Dennis Dowouna
Dennis Dowouna (ur. 18 maja 2000) – ghański piłkarz występujący na pozycji pomocnika w klubie Skënderbeu Korcza.

## Kariera klubowa
Do 2020 roku grał w drużynie Tudu Mighty Jets.
9 października 2020 został zawodnikiem Skënderbeu Korcza. Debiut w Skënderbeu zaliczył 4 listopada 2020 w meczu przeciwko Teucie Durrës (1:1). Pierwszą bramkę strzelił 21 lutego 2021 w meczu z KF Vllaznia (1:1). Do 31 maja 2021 rozegrał w tym klubie 34 mecze (31 ligowych) i raz pokonał bramkarza przeciwników.

## Statystyki

### Klubowe
Stan na 31 maja 2021
| Sezon   | Klub              | Kraj    | Rozgrywki           | Mecze | Bramki |
| ------- | ----------------- | ------- | ------------------- | ----- | ------ |
| 2020/21 | Skënderbeu Korcza | Albania | Kategoria Superiore | 31    | 1      |